# Kalininsk
Kalininsk in russo Калининск? è una città dell'Oblast di Saratov, nella Russia europea, situata 121 km a ovest del capoluogo Saratov, sulle alture del Volga, nella zona dove scorre il fiume Balanda, affluente del Medvedica. Fondata nel 1680 con il nome di Balanda, è capoluogo del Kalininskij rajon.